# Jacob Linckh
Jacob Linckh (14 novembre 1787 à Cannstatt - 4 avril 1841 à Stuttgart) est un archéologue et peintre wurtembergeois.
En 1810-11, il rejoint l'association des Xénéion, et accompagne les architectes britanniques Charles Robert Cockerell et John Foster et l'archéologue allemand Karl Haller von Hallerstein dans leurs recherches au temple d'Aphaïa, sur Égine et à Bassae dans le Péloponnèse.